# Jena Plissken
S.D. Bob Plissken, soprannominato Jena ("Snake" nella versione originale), è un personaggio cinematografico considerato uno degli antieroi più famosi del cinema d'azione statunitense, ideato da John Carpenter e Nick Castle e interpretato da Kurt Russell.

## Ideazione del personaggio
Il personaggio si basa su un soggetto originariamente scritto per Clint Eastwood negli anni '60-'70, ideato dopo la visione de Il giustiziere della notte e la lettura del romanzo Il pianeta dei dannati di Harry Harrison. In questa prima versione il protagonista era un alieno inviato in missione sulla Terra, che scopre trattarsi del peggior pianeta in cui vivere di tutto l'universo. John Carpenter la riadattò insieme a Nick Castle. Il suo nome e la sua presunta morte, tormentone ricorrente nel film, è un omaggio ad un amico di scuola di Carpenter, di nome Plissken e soprannominato "Snake", tornato dal Vietnam completamente trasformato e della cui presunta morte si era diffusa la voce tra i suoi coetanei.

## Caratteristiche del personaggio
Jena è cinico, molto probabilmente a causa dell'ipocrisia del governo degli Stati Uniti, e sembra essere disposto a fare qualsiasi cosa per sopravvivere, qualità acquisita nel periodo in cui prestava servizio come tenente nei reparti speciali (Reparto Speciale "Luce Nera"). Sempre breve e conciso nel dialogo, pare quasi aver perso fiducia nel genere umano, ma nonostante tutto ha un suo codice d'onore.

## Abilità
Una capacità peculiare di Jena è quella di essere in grado di cavarsela in qualsiasi situazione, anche se solo e con pochi mezzi a disposizione, unendo l'addestramento ricevuto nelle forze speciali e l'esperienza appresa nel mondo criminale: è un maestro di stealth, spionaggio, sabotaggio, infiltrazione, guerriglia urbana, tecniche di sopravvivenza e combattimento. È in grado di utilizzare qualsiasi arma, sia da fuoco che da taglio, ed è esperto nel combattimento corpo a corpo con conoscenze di Karate, Taekwondo, Kenpō, Ju jitsu brasiliano, Krav maga.

## Film
- 1997: Fuga da New York (Escape from New York) (1981)
- Fuga da Los Angeles (Escape from L.A.) (1996)

## Nella cultura di massa
- Il personaggio è citato dal rapper Turi in Schiaffetto correttivo, pt. 2, presente nell'album Fritz del produttore Fritz da Cat.
- Mauro Di Francesco ne Il ras del quartiere del 1983 interpreta un omonimo personaggio di aspetto del tutto simile allo Jena originale.
- Il personaggio è citato da Caparezza nella canzone Fugadà contenuta nell'album Exuvia.
- Il nome Solid Snake, protagonista di Metal Gear e Metal gear solid, prende ispirazione da Jena Pliskeen ed in Metal gear solid 2, l’alter ego è Iroquois Pliskin